# 半圓形後殿

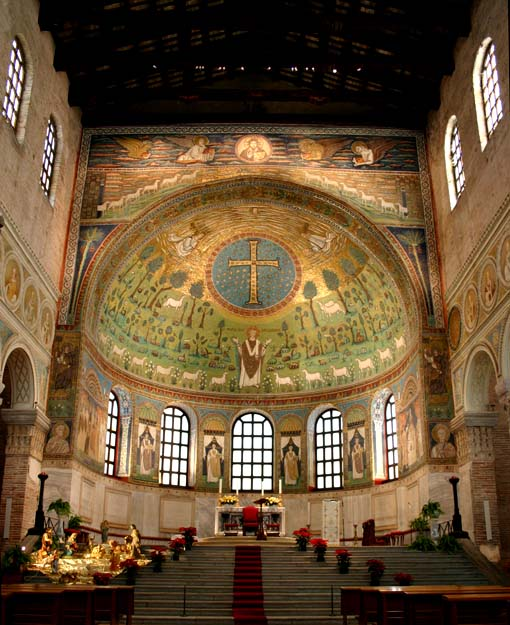
典型的拜占庭风格半圓形後殿

半圓形后殿（英語：Apse，羅馬化：apsis）在建筑学上是指一個覆蓋著半球形拱頂或半圓頂的建筑体。對於羅馬，拜占庭和哥特式的基督教修道院、主教座堂和教堂建築，該術語適用於東端主樓的所有半圓形或多角形后殿，不論其屋頂形狀是平的，傾斜，圓頂，或半球形。比如在天主教的西欧主教座堂建筑中，该部分是整个主教座堂建筑中不可或缺的。
後殿為半圓形隆起，可以加上半圓頂（也稱為半圓頂）或輻射狀拱頂。一個簡單的後殿很可能只是嵌入到牆的東端。東正教教堂可能有三重後殿，通常標誌著拜占庭的影響。